# ماریا کانگرو
ماریا کانگرو (استونیایی: Maarja Kangro؛ زادهٔ ۲۰ دسامبر ۱۹۷۳) شاعر و نویسنده داستان‌های کوتاه اهل استونی است.